# Namyangju Citizen FC
Namyangju Citizen FC  war ein Fußballfranchise aus Namyangju, Südkorea. Der Verein spielte in der K3 League, der vierthöchsten Spielklasse Südkoreas. 

## Geschichte

### Gründung
Gegründet wurde der Verein am 13. Februar 2008 unter den Namen Namyangju United FC. Erster und einziger Trainer des Vereines war Lee Hyeon-taek. 

### Erste Jahre (2008 – 2011)
Ihre Premierensaison verlief sehr gut. Die Hinrunde-Serie beendeten sie auf Platz 8. Die Rückrunden-Serie auf Platz 6. Dem Verein fehlten in der Endabrechnung Zwei Punkte für die Qualifikation zum Korean FA Cup 2009. Somit verpasste der Verein denkbar knapp die Pokal-Qualifikation. Der Hauptsponsor gab nach Saisonende zudem bekannt, sein Sponsoring einzustellen. Die Stadt Namyangju übernahm daraufhin die alleinige Kontrolle über den Verein und nannte ihn in Namyangju Citizen FC um. Die darauffolgende Saison verlief besser. Der Verein beendete die Spielzeit auf Platz 7. und qualifizierte sich somit erstmals für den Korean FA Cup. 2010 wurde die Liga in zwei Gruppen aufgeteilt. Namyangju wurde Gruppe B zugelost. Der Verein beendete in seiner Gruppe die Spielzeit auf Tabellenplatz 4. Der Verein schaffte dennoch die Qualifikation zum Pokal. In ihrer Premierenpokalsaison trat der Verein gegen die Dankook-Universität an, verlor aber das Spiel in der Verlängerung mit 2:4. In der Spielzeit 2011 wurde der Verein der Gruppe A zugelost. Die Saison verlief für den Verein sehr schlecht. Am Ende errang der Verein einen sehr schlechten 6. Platz. Auch im Pokal lief es nicht gut. Gegen die Yeungnam University verlor der Verein in Runde 1 mit 0:4 und schied erneut sehr früh aus. 

### Letzte K3-League-Spielzeit und anschließende Auflösung (2012)
2012 wurde erstmals bekannt, dass der Verein in finanziellen Schwierigkeiten steckte, dennoch durfte der Verein an der Liga teilnehmen. Der Verein beendete seine letzte Spielzeit auf Tabellenplatz 8 ab. Ende 2012 wurde bekannt, dass der Verein von der Stadt aufgelöst wurde, weil die notwendige Unterstützung zur Weiterführung des Vereines in der Stadt fehlte. Somit löste sich der Verein Ende 2012 komplett auf. 2015 wurde bekannt gegeben, dass die Stadt eine neue Mannschaft aufbauen wollte und wieder in die K3 League zurückkehren wollten. 2018 gab die Stadtverwaltung allerdings bekannt, dass dieses Vorhaben scheiterte und Pläne nicht weiter verfolgt werden. 

## Historie-Übersicht
| Saison | Liga      | Kl. | Vereine | Spiele | Pl. | S  | U | N  | Tore   | Pkt. | KFA Cup            | K3-League-Play-Off | Trainer        |
| 2008   | K3 League | 3   | 16      | 29     | 6.  | 13 | 7 | 9  | 65:51  | 46   | -                  | Nicht Qualifiziert | Lee Hyeon-taek |
| 2009   | K3 League | 3   | 17      | 32     | 7.  | 17 | 5 | 10 | 79:48  | 56   | Nicht Qualifiziert | Nicht Qualifiziert | Lee Hyeon-taek |
| 2010   | K3 League | 3   | 9       | 25     | 4.  | 12 | 5 | 8  | 56:32  | 41   | 1. Hauptrunde      | Nicht Qualifiziert | Lee Hyeon-taek |
| 2011   | K3 League | 3   | 8       | 22     | 6.  | 5  | 5 | 12 | 40:56  | 20   | 1. Hauptrunde      | Nicht Qualifiziert | Lee Hyeon-taek |
| 2012   | K3 League | 3   | 9       | 25     | 8.  | 2  | 1 | 12 | 31:120 | 6    | Nicht Qualifiziert | Nicht Qualifiziert | Lee Hyeon-taek |

## Stadion
| Stadion | Name              | Eigentümer                | Eröffnung | Nutzungszeitraum | Nutzungszeitraum |
| Stadion | Name              | Eigentümer                | Eröffnung | Von              | Bis              |
| ------- | ----------------- | ------------------------- | --------- | ---------------- | ---------------- |
|         | Namyangju-Stadion | Stadtverwaltung Namyangju | 2007      | 2008             | 2012             |